# Bane NOR

Bane NOR SF — норвезьке урядове агентство, яке відповідає за володіння, утримання, експлуатацію та розвиток мережі залізниць Норвегії, включаючи колії, станції та більшість інших інфраструктурних об’єктів. Агентство перейняло функції Jernbaneverket (Залізничне управління) 31 грудня 2016 року.
З моменту офіційного запуску 2 січня 2017 року Bane NOR проводить модернізацію та розширення залізничної мережі; між 2017 та 2020 роками було укладено різні контракти та партнерства на технічну співпрацю, постачання компонентів, проєктні послуги, будівельні роботи та заміну застарілої інфраструктури. Серед заходів з розширення пропускної здатності — розширення двоколійних ділянок на лініях Берген—Флеен та Vestfoldbanen, а також комплексна заміна понад десятка різних систем сигналізації на European Rail Traffic Management System (ERTMS). На початку 2020-х років Bane NOR зіткнулося з серйозними труднощами під час реалізації нового Follo Line, яке зазнало як затримок, так і технічних збоїв.

## Історія
Агентство було створене впродовж 2010-х років у результаті реформ залізничного сектору, ініційованих коаліційним урядом на чолі з Консервативною партією. Зокрема, Bane NOR та Норвезьке залізничний директорат були створені для заміни колишнього Jernbaneverket. Організація також взяла на себе управління та розвиток залізничної нерухомості після придбання та включення в структуру ROM Eiendom від Норвезьких державних залізниць. 2 січня 2017 року агентство, організоване як державне підприємство, офіційно розпочало роботу під час церемонії на Oslo Central Station.
Bane NOR прагнуло перейняти технології та досвід інших організацій; на початку 2017 року агентство поновило угоду про співпрацю з сусіднім Swedish Transport Administration. У жовтні 2019 року Bane NOR та іспанський інфраструктурний менеджер Administrador de Infraestructuras Ferroviarias підписали меморандум про взаєморозуміння щодо навчання, обміну інформацією та технічної допомоги; агентство відзначило досвід Adif в експлуатації систем ERTMS. Планується поступова заміна 15 різних систем сигналізації в Норвегії на ERTMS; для цього Bane NOR експлуатує пілотну лінію ERTMS між Скі та Сарпсборгом, яка у 2019 році досягла пунктуальності 94 %. Bane NOR розраховує, що інтелектуальна цифрова інфраструктура допоможе зменшити витрати на будівництво через кращі моделі, підвищить безпеку та мінімізує перебої завдяки моніторингу в реальному часі, а також збільшить пропускну здатність через автоматичне керування поїздами.
Різні проєкти з розширення та модернізації були профінансовані урядом Норвегії. У жовтні 2019 року було підписано контракт із інженерною компанією COWI на розробку двоколійної ділянки лінії Берген—Флеен, яка є найзавантаженішим одноколійним маршрутом у Північній Європі, для покращення обслуговування вантажного терміналу на Нюддарстенгені. Того ж місяця були укладені два контракти на будівельні роботи з безперервної двоколійної ділянки між Драмменом і Тьонсбергом на Vestfoldbanen, що дозволить більш ніж удвічі збільшити пропускну здатність та підвищити ефективність обслуговування. У серпні 2021 року німецький постачальник Vossloh отримав великий рамковий контракт на поставку переводів та стрілок для звичайних та важковагових ліній по всій мережі залізниць Норвегії.
Впровадження нового Follo Line стало особливо складним завданням; його планували відкрити в грудні 2021 року, але банкрутство підрядника Condotte призвело до річної затримки та додаткових витрат у розмірі 1,6 млрд норвезьких крон. Незважаючи на прийняття передавання тунелю Блікс від Acciona Ghella у жовтні 2022 року, тунель виявився з багатьма дефектами, що вимагали ремонту електропроводки та усунення протікань, що призвело до незалежного розслідування та, ймовірно, стало причиною раптової відставки колишнього гендиректора Горма Фріманнслунда та директора з розвитку Стінe Ундру.

## References
1. ↑  Stiftelsesmøte for Jernbaneinfrastrukturforetaket (норв.). regjeringen.no. 10 лютого 2016.
2. ↑  https://www.banenor.no/Nyheter/Nyhetsarkiv/2019/schweigaardsgate-33-er-det-forste-bygget-som-er-miljosertifisert-lokalt/
3. ↑  https://www.regjeringen.no/no/aktuelt/per-sanderud-er-ny-styreleiar-i-bane-nor/id3108867/
4. ↑  https://www.banenor.no/nyheter-og-aktuelt/nyheter/2025/ny-konsernsjef-i-bane-nor/
5. ↑  Årsrapport 2019 — С. 10.
6. ↑  Stein O. Nes skal lede "Spordrift AS" (Stein O. Nes will manage "Spordrift AS") (норв.). Bane NOR. Процитовано 22 жовтня 2018.
7. ↑  Slik er norsk jernbane organisert. 3 липня 2023.
8. ↑  Bane NOR and the Railway Reform.
9. ↑  Sadler, Katie (5 січня 2017). Bane NOR to manage Norwegian rail network replacing Jernbaneverket. globalrailwayreview.com.
10. ↑  Paus, Kristin. Bane NOR Eiendom er Norges ledende knutepunktutvikler (норв.). Bane NOR. Архів оригіналу за 1 квітня 2018. Процитовано 1 квітня 2018.
11. ↑  Skorstad, Eivind (9 березня 2017). ERTMS Norway – preparing for a paradigm shift. globalrailwayreview.com.
12. ↑  Bane NOR and Adif sign 'exchange of experience' cooperation agreement. globalrailwayreview.com. 16 жовтня 2019.
13. ↑  Skorstad, Eivind (2 лютого 2020). Norway: On track to operate Europe's most modern digitalised railway. globalrailwayreview.com.
14. ↑  Bane NOR and Siemens Mobility celebrate digitalisation milestone. globalrailwayreview.com. 1 листопада 2019.
15. ↑  Kjenne, Sverre (15 вересня 2022). Norway's digital railway comes of age. globalrailwayreview.com.
16. ↑  Norway to invest NOK 120 billion in rail projects between 2018-2023. globalrailwayreview.com. 27 квітня 2018.
17. ↑  Bane NOR signs contract with COWI to develop double-track on rail route. globalrailwayreview.com. 31 жовтня 2019.
18. ↑  Bane NOR awards two track-doubling contracts on the Vestfold mainline. globalrailwayreview.com. 10 жовтня 2019.
19. ↑  Bane NOR selects supplier of major contract for switches and crossings. globalrailwayreview.com. 10 серпня 2021.
20. ↑  Follobanen utsettes med ett år til 2022 – italiensk konkurs har kostet 1,6 milliarder. e24.no (nb) . Процитовано 7 грудня 2022.
21. ↑  Snart skal togene suse i 200 km/t gjennom Nordens lengste togtunnel. www.aftenposten.no (nb) . Процитовано 7 грудня 2022.
22. ↑  Augusteijn, Nick (23 лютого 2023). Bane NOR calls on PwC to investigate Folloban debacle. railtech.com.
23. ↑  Augusteijn, Nick (26 травня 2023). Spectre of tunnel closure comes back to haunt Bane NOR. railtech.com.